# Conselho Nacional de Previdência Complementar
O Conselho Nacional de Previdência Complementar (CNPC) é o atual órgão com a função de regular o regime de previdência complementar operado pelas Entidades Fechadas de Previdência Complementar, sendo a nova denominação do Conselho de Gestão da Previdência Complementar.
Foi instituído pelo Decreto nº 7.123, de 03 de março de 2010, juntamente com a Câmara de Recursos da Previdência Complementar (CRPC), para substituir o extinto Conselho de Gestão da Previdência Complementar (CGPC).

## Estrutura
O CNPC é composto por seis conselheiros do setor público e três conselheiros do setor privado, sendo o Ministro do Trabalho e Previdência o presidente, e o resto do conselho com representantes conforme a lista a seguir:
- Superintendência Nacional de Previdência Complementar (PREVIC) - como vice-presidente;
- Casa Civil;
- Secretaria de Políticas de Previdência Complementar (SPPC) do Ministério do Trabalho e Previdência (MTP);
- Ministério do Planejamento, Desenvolvimento e Gestão (MPDG);
- Ministério da Fazenda;
- Entidades Fechadas de Previdência Complementar;
- Patrocinadores e Instituidores dos planos de benefícios das Entidades Fechadas de Previdência Complementar;
- Participantes e Assistidos dos planos de benefícios das Entidades Fechadas de Previdência Complementar.